# Gert Doumen
Gert Doumen (Bree, 24 juni 1971) is een Belgisch voormalig voetballer.
Doumen speelde als doelman bij de jeugd van KRC Genk. In 1991 kreeg hij zijn kans in het eerste elftal als tweede doelman (na Ronny Gaspercic). Na het vertrek van Gaspercic in 1996 werd de Hongaar Istvan Brockhauser eerste doelman. Ondanks zijn rol als reservedoelman, speelde Doumen toch 49 wedstrijden voor het eerste elftal van KRC Genk. In 1999 was hij erbij toen KRC Genk zijn eerste landstitel pakte.
In 2000 verhuisde hij voor één seizoen naar Excelsior Moeskroen, waar hij echter weinig aan spelen toe kwam. Een jaar later verhuisde hij naar een andere eersteklasser, RWDM. In 2002 ging hij voor tweedeklasser Patro Eisden spelen. In 2004 maakte hij zijn comeback in de eerste afdeling met KVV Heusden-Zolder. Deze ploeg ging echter hetzelfde jaar al failliet, waardoor Doumen tekende voor tweedeklasser Oud-Heverlee Leuven, waar hij derde doelman was, na Mike Vanhamel en Thierry Berghmans. In 2007 beëindigde Doumen zijn carrière bij Patro Eisden.